# Viktor Berg
Viktor Fritjof Berg, född 3 januari 1917 i Tallinn, Guvernementet Estland, Kejsardömet Ryssland, död 8 april 1980 i Vallkärra församling i dåvarande Malmöhus län, var en svensk konstnär. Han var gift med Helena Berg.
Berg studerade konst i Tallinn och Kraków. Han kom till Sverige 1945 och var bosatt i Lund fram till 1950 då han och hans fru utvandrade till Kanada. Han ställde ut tillsammans med sin fru upprepade tillfällen i Malmö och Lund samt medverkade vid samlingsutställningar i Småland och Skåne. Bland hans offentliga arbeten märks en väggmålning med skördeliv och torghandel på stadsfogdekontoret i Lund.
Hans konst består av barnbilder, porträtt och landskap i olja tempera eller pastell. Makarna Berg är begravda på Norra kyrkogården i Lund.